# Nam Joo-hyuk
Đây là một tên người Triều Tiên, họ là Nam.
Nam Joo Hyuk (tiếng Hàn: 남주혁; sinh ngày 22 tháng 2 năm 1994) là một người mẫu kiêm diễn viên Hàn Quốc. Anh đã tham gia đóng chính trong Học đường 2015 (2015), Cô nàng cử tạ Kim Bok Joo (2016), Cô dâu Thủy Thần (2017), The Light in Your Eyes (2019), The School Nurse Files (2020) và Khởi nghiệp (2020), Tuổi hai lăm, tuổi hai mốt (2022), Người cảnh giác (2023).

## Tiểu sử
Nam Joo-hyuk sinh ngày 22 tháng 2 năm 1994 tại Busan, Hàn Quốc. Trong quá trình học ở trường cấp 2 Gyeongnam, anh đã mơ ước trở thành một cầu thủ bóng rổ chuyên nghiệp, vì vậy anh đã chơi trong đội bóng rổ trong ba năm, tuy nhiên sau khi bị chấn thương và sau đó phải trải qua một cuộc phẫu thuật, những ngày tháng chơi bóng rổ của anh đã sớm kết thúc.
Sau khi chuyển đến Seoul, anh đã giành chiến thắng trong cuộc thi Top Model do K-Plus tài trợ. Ngay sau đó Nam Joo-hyuk đã ký hợp đồng độc quyền với công ty quản lý người mẫu.

## Sự nghiệp

### 2013–14: YGKPlus và xuất hiện video âm nhạc
Nam ra mắt vào năm 2013 với tư cách là người mẫu cho bộ sưu tập S / S 2014 SONGZIO Homme.
Năm 2014, anh xuất hiện trong các video âm nhạc 200% và Give Love của nghệ sĩ YG Entertainment Akdong Musician. Ngay sau đó, anh bắt đầu diễn xuất với vai phụ trong bộ phim truyền hình tvN, Mỹ nhân ngư.

### 2015 – nay: Sự nổi tiếng ngày càng tăng và ra mắt trên màn ảnh rộng
Năm 2015, Nam gây chú ý khi xuất hiện trong bộ phim tuổi teen Học đường 2015 đài KBS.
Năm 2016, anh đóng vai phụ trong loạt phim lãng mạn thời đại học Bẫy tình yêu và bộ phim lịch sử Người tình ánh trăng. Cùng năm, Nam trở thành diễn viên trong chương trình truyền hình Three Meals a Day. Sau đó anh đóng vai chính đầu tiên trong bộ phim thể thao dành cho thanh niên Weightlifting Fairy Kim Bok-joo.
Năm 2017, anh đóng vai chính trong loạt phim lãng mạn giả tưởng Cô dâu Thủy Thần của đài tvN.
Năm 2018, Nam tham gia bộ phim cổ trang Đại chiến thành Ansi đánh dấu màn ra mắt màn ảnh rộng của anh. Nam nhận được sự tán thưởng cho màn trình diễn của mình, đoạt giải Nam diễn viên mới xuất sắc nhất tại Giải thưởng điện ảnh Rồng Xanh uy tín.
Năm 2019, Anh tham gia đóng vai chính trong bộ phim tình cảm giả tưởng Dazzling, nhận được đánh giá tích cực cho diễn xuất của mình. Cùng năm đó, anh tham gia bộ phim lãng mạn Josee: Khi nàng thơ yêu, phiên bản làm lại của bộ phim Nhật Bản năm 2003 Josee, the Tiger and the Fish.  Nam dự kiến sẽ đóng vai chính trong bộ phim tội phạm siêu nhiên sắp tới của Netflix là The School Nurse Files. Vào tháng 10, Nam được chọn tham gia bộ phim Remember.
Anh hiện đang tham gia bộ phim Khởi nghiệp của đài tvN. Anh ấy cũng đã được chọn đóng trong bộ phim sắp tới của Noh Hee-kyung Here.

## Các hoạt động khác

### Xác nhận
Vào tháng 11 năm 2017, Penshoppe đã ký hợp đồng với Nam làm người mẫu mới của thương hiệu quần áo và anh trở thành một trong những đại sứ thương hiệu của nó.
Vào ngày 17 tháng 4 năm 2019, Nam chính thức được chọn là đại sứ thương hiệu của Dior Men tại Châu Á.

### Hoạt động từ thiện
Vào ngày 6 tháng 4 năm 2019, có thông tin rằng Nam đã quyên góp khoảng 30 triệu Won cho Hiệp hội Nhịp cầu Hy vọng cứu trợ thảm họa quốc gia cho các nạn nhân của vụ cháy rừng ở tỉnh Gangwon, Hàn Quốc.

## Danh sách phim

### Phim điện ảnh
| Năm  | Tiêu đề              | Vai diễn | Chú thích. |
| ---- | -------------------- | -------- | ---------- |
| 2018 | Đại chiến thành Ansi | Sa-mool  | [ 13 ]     |
| 2020 | Josee                | Tsuneo   | [ 18 ]     |
| 2020 | Remember             |          | [ 20 ]     |

### Phim truyền hình
| Năm  | Tên phim                   | Tên tiếng Hàn     | Kênh    | Vai diễn                | Chú thích. |
| ---- | -------------------------- | ----------------- | ------- | ----------------------- | ---------- |
| 2014 | The Idle Mermaid           |                   | tvN     | Park Dae-bak            | [ 4 ]      |
| 2015 | Học đường 2015             |                   | KBS2    | Han Yi-an               | [ 5 ]      |
| 2015 | Cám dỗ nghiệt ngã          |                   | MBC     | Jin Hyung-woo (lúc nhỏ) | [ 26 ]     |
| 2016 | Bẫy tình yêu               |                   | tvN     | Kwon Eun-taek           |            |
| 2016 | Người tình ánh trăng       |                   | SBS     | Baek-ah                 | [ 27 ]     |
| 2016 | Cô nàng cử tạ Kim Bok Joo  |                   | MBC     | Jung Joon-hyung         | [ 9 ]      |
| 2017 | Cô dâu Thủy Thần           |                   | tvN     | Habaek                  | [ 12 ]     |
| 2019 | Dazzling                   |                   | JTBC    | Lee Joon-ha             | [ 16 ]     |
| 2020 | The School Nurse Files     |                   | Netflix | Hong In-pyo             | [ 19 ]     |
| 2020 | Khởi nghiệp                | 스타트업          | tvN     | Nam Do-san              | [ 21 ]     |
| 2022 | Tuổi hai lăm, tuổi hai mốt | 스물다섯 스물하나 | tvN     | Baek Yi-jin             | [ 28 ]     |
| TBA  | Here                       |                   |         | TBA                     | [ 22 ]     |

### Chương trình truyền hình
| Năm     | Tiêu đề                            | Kênh    | Vai trò    | Ch     |
| ------- | ---------------------------------- | ------- | ---------- | ------ |
| 2014    | Nam TV                             | YouTube | Thành viên |        |
| 2014–15 | Off to School                      | JTBC    | Thành viên | [ 29 ] |
| 2016    | Celebrity Bromance                 | MBC     | Thành viên | [ 30 ] |
| 2016    | Three Meals a Day: Gochang Village | tvN     | Thành viên | [ 8 ]  |
| 2016    | My Ear's Candy                     | tvN     | Thành viên | [ 31 ] |
| 2019    | Coffee Friends                     | tvN     | Thành viên |        |

### Xuất hiện trong video âm nhạc
| Năm  | Tiêu đề bài hát | Nghệ sĩ             | Chú thích. |
| ---- | --------------- | ------------------- | ---------- |
| 2014 | "200%"          | Akdong Musician     | [ 2 ]      |
| 2014 | "Give Love"     | Akdong Musician     | [ 2 ]      |
| 2015 | "Chocolate"     | Kangnam feat. San E | [ 32 ]     |
| 2018 | "When It Snows" | 1415 (Musical Duo)  | [ 33 ]     |